# Woodbury (Connecticut)
Woodbury ist eine Stadt im Litchfield County im US-Bundesstaat Connecticut, Vereinigte Staaten, mit 9.734 Einwohnern (Stand: 2005). Die geographischen Koordinaten sind: 41,55° Nord, 73,21° West. Das Stadtgebiet hat eine Größe von 95,1 km².

## Geschichte
Die Gründer von Woodbury kamen in den frühen 1670er Jahren aus Stratford, Connecticut. Das alte Woodbury bestand aus den heutigen Städten Woodbury, Southbury, Roxbury, Bethlehem, dem größten Teil von Washington und Teilen von Middlebury und Oxford. 
Die Siedlung erhielt den Namen Woodbury, was so viel bedeutet wie "Wohnstätte in den Wäldern", und wurde 1674 als Stadt anerkannt.
Hier entstand Das Woodbury Liederbüchlein des Exilanten Hanns Eisler.

## Söhne und Töchter der Stadt
- Nathan Brownson (1742–1796), Politiker
- Carmen D’Avino (1918–2004), Filmemacher und Maler
- Santino Ferrucci (* 1998), Automobilrennfahrer
- Barbara Potter (* 1961), Tennisspielerin
- Nathan Smith (1770–1835), Politiker
- Perry Smith (1783–1852), Politiker
- William R. Taylor (1820–1909), Politiker
- James Watson (1750–1806), Politiker